# Ceroctis bisbirupta
Ceroctis bisbirupta es una especie de coleóptero de la familia Meloidae.

## Distribución geográfica
Habita en la República Democrática del Congo.